# Skydeskolen for Håndvåben
Skydeskolen for Håndvåben eller Hærens Skydeskole var en militær skole i Panterens Bastion på Christianshavn. Bygningen blev opført 1876-1877 og findes endnu.
Selve øvelsesskydningen foregik på Amager Fælled.
Skolen der indtil hærloven af 1922 bar navnet Skydeskolen blev oprettet ved hærloven af 1867.
Efter 2 års forarbejder begyndte den sin virksomhed den 1. november 1869.
Til at begynde med var skolen indkvarteret i nogle beskedne lokaler i Strandgades Kaserne. Den 8. oktober 1877 rykkede skolen ind i Panterens Bastion på Christianshavns Vold. Her fik skolen sin egen kaserne, administrationsbygning og mindre depoter.
Skydeskolen var, i lighed med de øvrige danske militæranlæg, genstand for heftige ildkampe under tyskernes angreb på danske militæranlæg den 29. august 1943, der havde kodenavnet Operation Safari. Ved angrebet var 2 kaptajner, 1 officiant og 10 arbejdssoldater (uden våbenuddannelse) til stede på skolen. Tyske styrker åbnede kl. lidt over 4 voldsom ild fra 3 panserværnskanoner mod skolen og posten på begge sider af denne. Ilden blev besvaret af den vagthavende kaptajn med maskinpistol og håndbomber, og kampen varede 20—25 minutter. Tyskerne trængte derpå ind i bygningen, og kaptajnen fik nu forbindelse med føreren for den tyske styrke, der krævede udlevering af nøgler til alle rum med våben og ammunition.
Bygningerne rummer nu Hærhjemmeværnsdistrikt Københavns City.